# 陳氏韶
元聖皇后（越南语：／；？—1287年），名陳氏韶（越南语：／），越南陳朝陳聖宗陳晃皇后。
陳氏韶是聖宗陳晃伯父安生王陳柳的第五女，聖宗即位後初冊封為天感夫人（越南语：／），不久立為皇后，稱天感皇后（越南语：／），並為他生下兒子陳昑。
1278年，陳聖宗讓位給皇太子陳昑，是為陳仁宗，尊陳氏韶為元聖天感皇太后（越南语：／），到1287年去世。